# Skravena Cove
Die Skravena Cove (englisch; bulgarisch залив Скравена saliw Skrawena) ist eine 2,1 km breite und 1 km lange Bucht an der Nordküste der Livingston-Insel im Archipel der Südlichen Shetlandinseln. Als Nebenbucht der Hero Bay liegt sie zwischen dem Avitohol Point und dem Kuklen Point.
Bulgarische Wissenschaftler kartierten sie 2009. Die bulgarische Kommission für Antarktische Geographische Namen benannte sie im selben Jahr nach der Ortschaft Skrawena im Norden Bulgariens.